# Dolabra

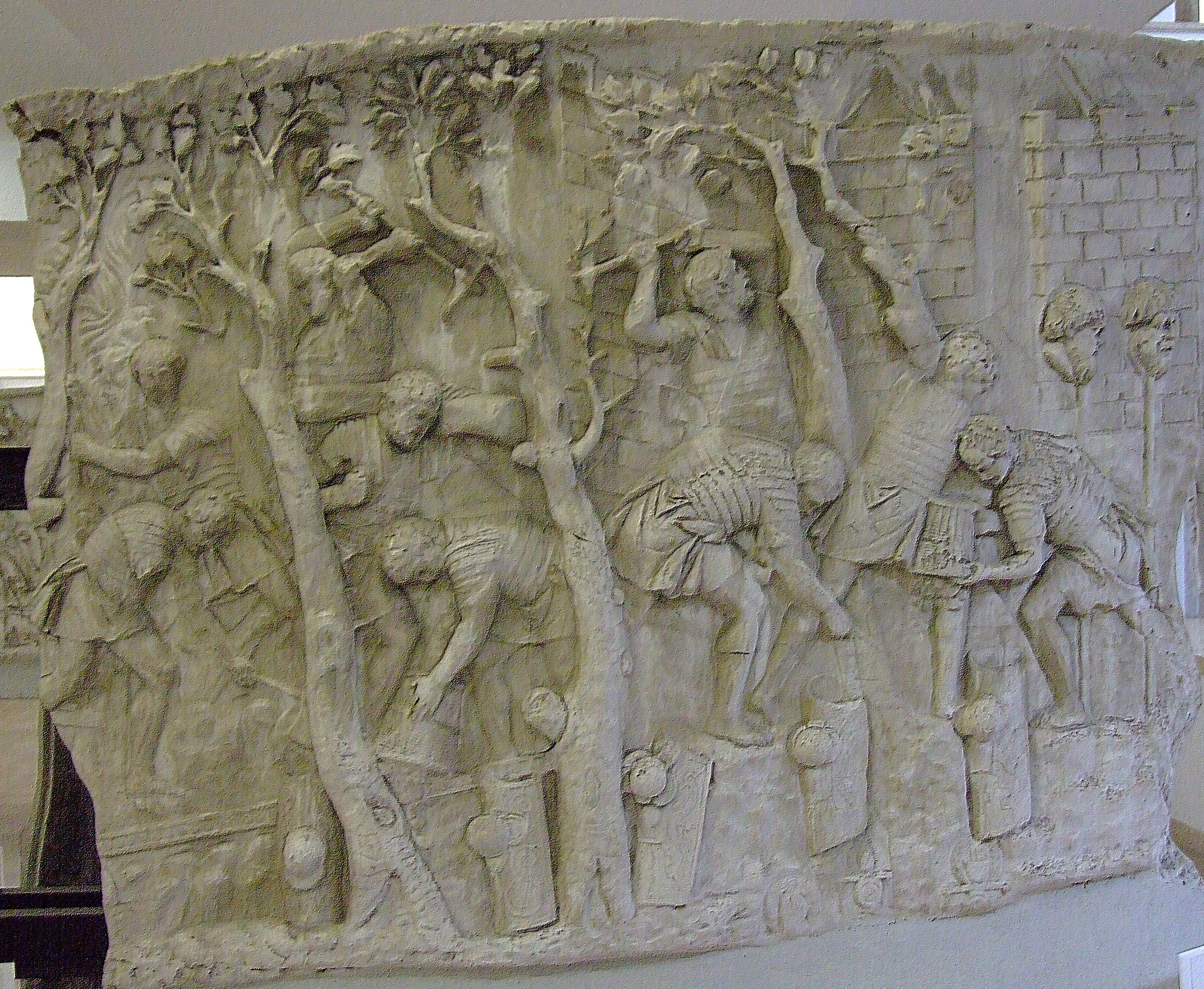
Utilisation ancienne de la dolabre comme outil de retranchement. Musée national d'histoire roumaine, moulage de la colonne Trajane.

La dolabra est un outil polyvalent utilisée par le peuple italien depuis l'Antiquité. La dolabra pouvait servir de pioche utilisée par les mineurs et les excavateurs, d'instrument religieux pour l'abattage rituel d'animaux et d'outil de retranchement (pioche) utilisé dans les tactiques d'infanterie romaines .
Gnaeus Domitius Corbulo a dit, « vous battez l'ennemi avec une pioche » .

## Voir également
- Bâton à creuser
- Pulaski